# Blauer Riese

Größenvergleich zwischen einem typischen Blauen Riesen und der Sonne

Die Schätzungen von Denebs Radius liegen zwischen dem 200- und 300-fachen der Sonne. Dieses Bild zeigt die ungefähre Größe Denebs im Vergleich zur Sonne (rechts).

Ein Blauer Riese ist ein Riesenstern der Spektralklasse O oder B mit der 10- bis 50-fachen Sonnenmasse. Die Leuchtkraft Blauer Riesen ist höher als die der Hauptreihensterne.

## Charakteristika
Während ein Roter Riese seine Ausdehnungsgröße erst im Endstadium seiner Sternentwicklung erreicht und sich dabei um ein Vielfaches ausdehnt, erreicht ein Blauer Riese diese Größe bereits im normalen Entwicklungsstadium. Die hohe Masse führt zu einer hohen Dichte, hohem Druck und hoher Temperatur der Materie im Sterninneren. Daraus resultiert eine im Vergleich zu masseärmeren Sternen hohe Kernreaktionsrate. Die daraus resultierende Energiefreisetzung bewirkt eine Oberflächentemperatur, die mit bis zu 30.000 bis 40.000 K deutlich über der der Sonne mit etwa 5750 K liegt. Durch diese hohe Temperatur liegt das Emissionsmaximum (nach dem Wienschen Gesetz für einen Schwarzen Körper) im ultravioletten Teil des Lichtspektrums, was den blauen Farbeindruck dieser Sterne und somit ihren Namen erklärt.
Die absolute visuelle Helligkeit MV erreicht −9,5 und liegt in derselben Größenordnung wie die integrale Helligkeit von Kugelsternhaufen und einigen Zwerggalaxien. Durch eine Windimpuls-Leuchtkraft-Relation kann die absolute Helligkeit mit einer Genauigkeit von 25 % bestimmt werden. Diese Sterne sind damit hellere Entfernungsindikatoren als die klassischen Cepheiden durch die Perioden-Leuchtkraft-Beziehung.
Im Gegensatz zu den zahlreich vorhandenen masseärmeren Sternen, die eine Lebensdauer von mehreren Milliarden Jahren haben, so z. B. die Sonne mit etwa 10 Milliarden Jahren, durchlaufen Blaue Riesen ihre Wasserstoffbrennphase aufgrund der hohen Reaktionsrate in nur einigen zehn Millionen Jahren. Danach blähen sie sich zum Roten Überriesen auf und enden in einer Typ-II-Supernova.
Die Entwicklung Blauer Riesen vom Spektraltyp O ist stark beeinflusst von der Anwesenheit eines Begleiters in einem Doppelsternsystem. Bei 70 % der O-Sterne wurden Begleiter mit Umlaufdauern von weniger als 1500 Tagen gefunden. Diese Doppelsterne tauschen während oder kurz nach der Hauptreihenphase Materie und Drehimpuls aus. 20 bis 30 % aller massiven Sterne in Doppelsternen werden innerhalb einiger Millionen Jahre verschmelzen. 50 % aller O-Sterne verlieren entweder ihre wasserstoffreiche Atmosphäre und entwickeln sich zum Beispiel in Wolf-Rayet-Sterne oder gewinnen von ihrem Begleiter substanzielle Mengen an Materie.

## Röntgenstrahlung und Sternwind
Röntgenstrahlung wird häufig von Blauen Riesen und Überriesen emittiert und steht in Verbindung mit den Sternwinden dieser heißen Sterne. Die Sternwinde werden radiativ getrieben und sind eine Folge des Strahlungsdrucks. Der Wechselwirkungsquerschnitt ist für schwere Elemente meist höher und daher werden diese Elemente stärker beschleunigt. Durch Stöße in dem Sternwind wird die kinetische Energie gleichmäßig verteilt, wodurch Geschwindigkeiten von einigen tausend Kilometern pro Sekunde erreicht werden. Die Winddichte ist dabei abhängig von der chemischen Zusammensetzung der Atmosphäre des Blauen Riesen und kann bei Wolf-Rayet-Sternen bis zu 10−3 Sonnenmassen pro Jahr erreichen. Die Röntgenstrahlung entsteht als Bremsstrahlung bei einer Interaktion des Sternwinds mit der interstellaren Materie, Stoßwellen im Sternwind nahe der Sternoberfläche oder bei der Kollision von Sternwinden in Doppelsternsystemen.
Blaue Riesen und Überriesen sind Komponenten in Röntgendoppelsternen hoher Masse. Der Sternwind des Blauen Riesen wird dabei von einem Schwarzen Loch, einem Neutronenstern oder recht selten von einem Weißen Zwerg akkretiert. Die Materie wird beim Fall durch das Gravitationsfeld des kompakten Sterns beschleunigt und erzeugt vor der Oberfläche eine Stoßwelle, in der die Materie abrupt abgebremst wird. Im Gegensatz zu der Röntgenstrahlung aus reiner Windwechselwirkung, die weich ist, ist die Röntgenstrahlung aus Röntgendoppelsternen deutlich energetischer (härter). Neben der Bremsstrahlung kommt es auch zu Bursts, wenn die wasserstoff- oder heliumreiche Materie auf der Oberfläche des kompakten Sterns eine Dichte erreicht, bei der eine ungebremste thermonukleare Reaktion einsetzt.
Nicht auf Sternwinde zurückzuführen sind die Röntgendoppelsterne, die aus einem Be-Stern und einem kompakten Begleiter bestehen. Aufgrund der hohen Rotationsgeschwindigkeit und eventuell Pulsationen bildet sich in der Rotationsebene um den Be-Stern eine Scheibe aus von der Oberfläche abgeflossenem Gas. Wenn der kompakte Stern durch die Scheibe läuft, sammelt er die Materie auf und die Röntgenhelligkeit schwankt mit der Umlaufdauer des Doppelsternsystems.

## Veränderlichkeit
Blaue Riesen zeigen häufig veränderliche Helligkeit als eruptive Veränderliche und/oder pulsierende Veränderliche. Bei pulsierenden Veränderlichen ist die Atmosphäre instabil gegen Schwingungen aufgrund des Kappa-Mechanismus. Zu ihnen gehören die
- langsam pulsierenden B-Sterne mit Perioden von mehr als einem Tag,
- Alpha-Cygni-Sterne mit ihren nichtradialen Schwingungen,
- Beta-Cephei-Sterne,
- PV-Telescopii-Sterne: Sie sind helium- und kohlenstoffreiche Veränderliche mit dem Spektraltyp Bp.

Während alle diese Sternklassen innerhalb der Instabilitätsstreifen liegen, scheint es eine kleine Gruppe von frühen B-Überriesen zu geben, die knapp außerhalb der bekannten Instabilitätsstreifen zu finden sind und deren Linienprofile mit Perioden von weniger als zwei Stunden veränderlich sind. Dies wird meist als eine nicht-radiale Schwingung interpretiert, da diese Perioden für eine Rotationsmodulation zu kurz sind.
Zu den eruptiven Veränderlichen mit unregelmäßigem Lichtwechsel unter den Blauen Riesen und Überriesen gehören die
- Gamma Cassiopeiae- und Be-Sterne, von deren schnell rotierender Atmosphäre sich Materie ablöst und äquatoriale Scheiben bildet,
- leuchtkräftige Blaue Veränderliche mit ihren Pseudophotosphären aufgrund starker Schwankungen des Sternwinds
- sowie die Wolf-Rayet-Sterne.

## Supernova und Gamma Ray Burst
Entgegen ursprünglichen Erwartungen explodieren Blaue Riesen auch direkt als Kernkollaps-Supernova. Das bekannteste Beispiel ist die Supernova 1987A, deren Vorläuferstern als B-Überriese mit der Bezeichnung Sanduleak −69° 202 katalogisiert worden war und seit der Explosion nicht mehr nachweisbar ist. Neben einem Teil der Supernova vom Typ II, deren Atmosphäre zum Zeitpunkt der Supernovaexplosion wasserstoffreich ist, haben auch die Supernovae vom Typ Ib und Ic Blaue Überriesen als Vorläufer. Diese haben durch starke Sternwinde große Teile ihrer Atmosphäre bereits an das interstellare Medium verloren, daher ist in den Spektren dieser Supernovae kein Wasserstoff mehr nachzuweisen.
Ein Teil der Gamma Ray Bursts entsteht in Blauen Überriesen bei einer Supernovaexplosion. Gamma Ray Bursts sind extrem leuchtstarke Energiefreisetzungen überwiegend im Bereich der Gammastrahlung mit einer Dauer von wenigen Sekunden bis Minuten in kosmologischen Entfernungen. Sie werden unterteilt in kurze, harte und lange, weiche Gamma Ray Bursts, wobei bei einem Teil der Letzteren ein Supernovaausbruch vom Typ Ic einige Tage später am Ort des Gamma Ray Bursts nachgewiesen werden konnte. Diese Bursts entstehen wahrscheinlich bei einer Supernova, bei der sich ein energiereicher Jet durch die Atmosphäre bohrt und genau in Richtung der Erde zeigt.

## Massenobergrenze
Blaue Riesen sind die Sterne mit den größten beobachteten Massen von bis zu 250 Sonnenmassen wie z. B. bei dem Überriesen R136a1. Die Massenobergrenze sollte erreicht werden, wenn der Strahlungsdruck im Gleichgewicht mit dem Druck der Gravitationskraft ist. Diese Eddington-Grenze liegt aber bei einem Wert von nur 60 Sonnenmassen. Viele Blaue Riesen haben deutlich höhere Massen, da in ihrem Kern der konvektive Energietransport überwiegt und folglich ein Gleichgewicht auch noch bis zu Massen von 150 Sonnenmassen möglich ist. Diese obere Massengrenze ist dabei abhängig von der Metallizität und gilt für Protosterne während der Sternentstehung. Der hohe Strahlungsdruck führt zu einem schnellen Sternwind, wodurch es zu einem Massenverlust von circa der halben Ursprungsmasse innerhalb von 10 Millionen Jahren kommt. Noch größere Sternmassen von bis zu 250 Sonnenmassen können nur durch Verschmelzungen von zwei massiven Sternen in einem Doppelsternsystem entstehen. Die für diese Verschmelzungen benötigten Sterndichten liegen nur in jungen Sternhaufen vor, wie in R136 oder dem Arches-Sternhaufen.

## Beispiele
| Name               | Masse | Radius | Leuchtkraft |
| ------------------ | ----- | ------ | ----------- |
| Adhara (ε CMa A)   | 12 M☉ | 13 R☉  | 15.000 L☉   |
| Alnilam (ε Ori A)  | 40 M☉ | 26 R☉  | 250.000 L☉  |
| Alnitak (ζ Ori Aa) | 28 M☉ | 20 R☉  | 100.000 L☉  |
| Bellatrix (γ Ori)  | 10 M☉ | 7 R☉   | 4.000 L☉    |
| Mintaka (δ Ori Aa) | 20 M☉ | 12 R☉  | 70.000 L☉   |
| Naos (ζ Pup)       | 59 M☉ | 20 R☉  | 790.000 L☉  |
| Saiph (κ Ori)      | 16 M☉ | 11 R☉  | 57.500 L☉   |

Blaue Riesen sind auch aufgrund ihrer kurzen Lebensdauer relativ selten.